# 万顺乡
万顺乡，是中华人民共和国吉林省长春市农安县下辖的一个乡镇级行政单位。

## 行政区划
万顺乡下辖以下地区：
万顺村、大城村、平山村、致富村、光辉村、丰收村、榆树坨子村、庆丰村、新建村、利民村和土城村。